# 中京テレビニュースプラス1
『中京テレビニュースプラス1』（ちゅうきょうテレビ ニュースプラスワン）は、2006年3月31日まで中京テレビで放送されたニュース番組。

## 概要

### 主な放送内容
毎週月曜 - 金曜の週5日、夕方の時間帯に放送。主に愛知県・岐阜県・三重県の東海3県内の出来事を伝えていたが、それだけに留まらず、グルメ情報や最新スポットの紹介も同時に行うなど情報番組としての側面も併せ持っていた。
土曜についてはほかの地域と同じく『NNNニュースプラス1』（ニュースプラス1・サタデー）のローカル枠で放送。ただし、キャスターが違うのはもちろん、放送時間が7分前後と短いからか、テロップは通常のローカルニュースでのテロップ、スタジオも通常のローカルニュースのスタジオで放送していた。

### 番組史
1988年スタート。放送開始当初の表題は『中京テレビプラス1』であり、『ニュース』が入っていなかった。なお日本テレビや読売テレビと同様、新聞番組欄の表記では「徳光・松元のプラス1」とキャスター名が前面に押し出されていた。日本テレビ製作の『NNNニュースプラス1』の放送時間の変遷に伴い、中京テレビニュースプラス1の放送時間も変化してきた。
2004年10月からは、タイトルロゴが『NNNニュースプラス1』と同じく『NEWS PLUS1』と英字表記になったが、『Chukyo TV Broadcast News』という表記が入っていた。
その後は毎週月曜 - 木曜の週4日間は17:39 - 19:00に、毎週金曜には17:43 - 19:00に放送されていた。CS放送・日テレNEWS24でも『ウォッチ・ザ・にっぽん列島』の中で深夜に放送されていた。
『NNNニュースプラス1』の終了に伴い、中京テレビニュースプラス1も2006年3月31日に終了。2006年4月3日からは『中京テレビNewsリアルタイム』となる。なお、番組は2005年11月にリニューアルしたばかりだった。

## 放送時間
※時間は日本標準時、（　）内の時間は放送分
| 期間       | 期間       | 平日                                        | 平日                                        | 土曜日                 |
| 期間       | 期間       | 月 - 木                                     | 金曜日                                      | 土曜日                 |
| ---------- | ---------- | ------------------------------------------- | ------------------------------------------- | ---------------------- |
| 1988.4.4   | 1988.6.25  | 不明。 いつの頃からか17:44 - 19:00 （76分） | 不明。 いつの頃からか17:44 - 19:00 （76分） | 18:00 - 18:50 （20分） |
| 1988.6.27  | 1989.4.1   | 不明。 いつの頃からか17:44 - 19:00 （76分） | 不明。 いつの頃からか17:44 - 19:00 （76分） | 18:30 - 18:55 （25分） |
| 1989.4.3   | 1989.9.30  | 不明。 いつの頃からか17:44 - 19:00 （76分） | 不明。 いつの頃からか17:44 - 19:00 （76分） | 18:30 - 19:00 （30分） |
| 1989.10.2  | 2004.3.27  | 不明。 いつの頃からか17:44 - 19:00 （76分） | 不明。 いつの頃からか17:44 - 19:00 （76分） | 18:00 - 18:30 （30分） |
| 2004.3.29  | 2005.10.29 | 17:39 - 19:00 （81分）                      | 17:39 - 19:00 （81分）                      | 18:00 - 18:30 （30分） |
| 2005.10.31 | 2006.4.1   | 17:39 - 19:00 （81分）                      | 17:43 - 19:00 （77分）                      | 18:00 - 18:30 （30分） |

## メインキャスター
山内以外は中京テレビアナウンサー。田中・石田・松元・千田・緒方・本田・鶴木・安倍・尾原は当時。
- 田中久雄
- 高橋むつみ（1988年4月 - 降板時期不明）
- 石田史枝（1991年1月 - 1993年3月）
- 松元真一郎
- 恩田千佐子（現『キャッチ!』メインキャスター）
- 藤井利彦（1995年4月 - 1995年9月）
- 千田由貴（登板時期不明 - 1996年3月）
- 山内英司（中京テレビ報道部、1995年10月 - 1998年9月）[1]
- 緒方喜子（1996年4月 - 2002年3月）[1]
- 本多小百合（2002年4月 - 2006年3月） - 引き続き『中京テレビNewsリアルタイム』も担当していた。
- 本多アナが休みの時は鶴木陽子アナ、松岡陽子アナが担当していた。
- 土曜については、本多アナ・吉田アナ・安倍アナを除く中京テレビのアナウンサーが不定期で担当していた。最後期は尾原秀三アナが担当していた。

### 気象キャスター
- 杉江浩二（登板時期不明 - 2002年5月）
- 小笠原範光（2002年6月 - 2006年3月） - 引き続き『中京テレビNewsリアルタイム』にも出演し、2008年6月27日放送分まで担当し続けた。

## コーナー

### グルメ関連
- 行列のできる店
- 参上!デフレ鑑定団 - メインはグルメ情報だったが、衣服などに関する情報も伝えていた。
- 食卓の秘密

### 地域スポット・グッズ関連
- 今ドキ!調査隊
- 新!発見伝
- アラカルト企画
- プラス1キャッチ（2005年10月からの新コーナー） - 2005年9月で終了したコーナー『旬感ファイル』のリニューアル版。今話題のスポットやモノを紹介。
- この国旗どこの国旗?（万博開催期間限定。現在は終了） - 来場者に国旗を見せて、「きょうのナショナルデーはどこの国か」を当ててもらうというコーナー。答えの発表後、きょうのナショナルデーの紹介を実施。

### ニュース関連
- 特集 - 様々なテーマのニュースを特集していたコーナー。基本的に月曜に『THE 密着!』を放送し、不定期だったが金曜には『金曜リサーチ』を放送。また、タイトルは異なっていても『プラス1大注目』など関東ローカルで放送のものと同じ内容の特集を遅れて放送していることもあった。
- プラス1フォーカス - 最新のニュースから気になるもの、話題のものをテーマに特集していたコーナー。テーマは防犯から医療までと幅広く、社会に横たわる様々な問題に密着していた。放送末期では「総選挙（第44回衆議院議員総選挙）」「自然災害（新潟県中越地震・スマトラ沖地震など）」「愛・地球博」などがテーマになった。不定期放送で、月曜から金曜まで連続して放送される。また、視聴者の意見も受け付けており、番組内でもいくつか読まれていたことから、視聴者の意見を反映させた番組作りを目指していたようである。
- シリーズ『人口減少時代』 - 2005年11月21日から11月24日に放送されたリニューアル企画第1弾。少子化問題や高齢化社会について考えた特集企画。その後も不定期で放送された。

## 放送内容

### 月曜 - 金曜
- 17:39（金曜のみ17:43） 挨拶、ニュース
  - 2005年7月頃にオープニング、ヘッドラインがなくなったため、右上にタイトルロゴを表示。
  - 17:39（金曜のみ17:43） - 17:50のニュースでは、東海地方以外のニュースも放送していて、東京の『プラス1』が17:30開始だった時代には17:35頃に放送されたフラッシュニュースコーナーを撮って出し形式で録画ネットしていた。
  - 中継コーナーや天気を放送することもあった。
- 17:50 - 18:17 NNN ニュースプラス1（全国ニュース）
- 18:17 ローカルニュース
- 18:20過ぎ 特集・プラス1フォーカス
- 18:30過ぎ 中継、または『食卓の秘密』『プラス1キャッチ』などのコーナーを放送。この時間帯にニュースを伝えることもあった。
- 18:45 天気予報
- 18:51 エンディング。その後CMに入り、18:56にEND表示。
  - 平日は、NNNニュースプラス1の放送時間が変更された場合でも、全国ニュースの前にはローカルニュースを放送することが多かった（緊急報道特番時を除く）。また、番組編成により開始時間が日本テレビと同じ17:25になったが、ネットをするのは通常編成と同じく全国ニュース部分のみだった。
  - 11:30からのNNNニュースダッシュのローカルニュース終了前、プラス1放送開始10分 - 15分くらい前には今日の番組予告があった（平日のみ）。
  - 20:54のニュースのあと明日の番組予告があった（平日のみ）。

### 土曜日
- 18:18頃 ニュース
- 18:21頃 スポーツ関連のニュース・翌日放送のスポーツ・スタジアムの予告
- 18:25 天気予報・提供読み・終了。END表示はなし。
  - ナイターなどで平日の放送が18:30に終了のときや、平日の番組内容が急遽変更されたときは「プラス1フォーカス」や特集を土曜日に放送することもあった。ただし、平日と比べ数分と短かった。

### その他
- 2005年4月に地上波デジタル放送でのHD放送開始に伴い、セットやCG、テロップをハイビジョン対応のものに一部変更したが、2005年11月21日に大幅なリニューアルを行い、セット、テロップデザインが一新された。しかしリニューアル後もオープニングはなく、右上にタイトルロゴを表示しただけの簡単なものだった。
- 11月のリニューアルと同時に土曜日に使用される通常のローカルニュースのスタジオ、テロップもリニューアルされた。しかし未だにホームページのタイトルロゴは変わらなかった。
- 2005年2月17日の中部国際空港開港日、3月25日の愛・地球博開幕日、9月23日の愛・地球博閉幕3日前には2時間のスペシャル版で、本多が現地から生中継で放送した。
- 2002年10月から使われているテーマ曲はチェリストで、作曲家の溝口肇が作曲を担当した「帽子と太陽と」である。この曲の制作には本多も意見を出したりして、曲作りをサポートしていった。なお土曜日の放送にはこの曲は使われなかった。

## 関連書籍
中京テレビニュースプラス1で児童虐待について特集を組み、取材したものを本として出版している。
- ゆれる親子―見失った絆を求めて（2002年1月発売、発行 - 丸善、緒方喜子・中京テレビニュースプラス1取材班著、ISBN 978-4621049822） - 現在、新装版が発売されている。